# Andes sakinae
Andes sakinae är en insektsart som beskrevs av Synave 1963. Andes sakinae ingår i släktet Andes och familjen kilstritar. Inga underarter finns listade i Catalogue of Life.